# Emilie von Gleichen-Rußwurm
Emilie von Gleichen-Rußwurm, née le 25 juillet 1804 à Iéna ou Weimar et morte le 25 novembre 1872 dans le château de Greifenstein dans le royaume de Bavière, est une écrivaine, elle est la fille de Friedrich von Schiller et de Charlotte von Lengefeld.

## Biographie
Emilie von Gleichen-Rußwurm naît le 25 juillet 1804 à Iéna ou Weimar.
Orpheline de mère après seulement quelques mois, Emilie passe ses années d'enfance chez sa mère à Weimar. De 1827 à 1828, elle vit à Berlin, un temps dans la famille de Wilhelm von Humboldt. En 1828, elle épousa le futur chambellan bavarois Adalbert baron von Gleichen-Rußwurm (1803-1887) et vit avec lui au château de Greifenstein (Bonnland) en Franconie. Emilie von Gleichen-Rußwurm  perd la moitié de sa vue au cours des dernières années de sa vie.
Leur fils Ludwig se fait connaître comme peintre paysagiste impressionniste et est le père de l'écrivain Alexander von Gleichen-Rußwurm.

## Travaux
Emilie von Gleichen-Rußwurm s'est fait connaître par la publication de contributions précieuses et instructives sur l'histoire de la vie de ses parents, Friedrich et Charlotte Schiller.
- Der Briefwechsel von Schiller und Lotte 1788–1789. (Stuttgart 1856)
- Schillers Beziehungen zu Eltern, Geschwistern und der Familie von Wolzogen (de). (1859)
- Charlotte von Schiller und ihre Freunde. (1860–1865, 3 Bde.)
- Schillers Kalender. Ein Stück Tagebuch. (1865)
- Schillers dramatische Entwürfe. (1867)
- Schillers Briefwechsel mit seiner Schwester Christophine und seinem Schwager Reinwald. (Nach ihrem Tod hrsg. von Wendelin von Maltzahn (de), Leipzig 1875).